# حسين غاكاييف
حسين فاخايفيتش غاكاييف ((الروسية: Хусейн Вахаевич Гакаев))، المعروف أيضا باسم الأمير منصور والأمير حسين (وهو يختلف عن أمير منصور، واسمه الأصلي العربي يوفكورزايف، الشيشاني الذي قتل في عام 2010) أما الأمير حسين  
كان حسين قائدًا للمجاهدين في الشيشان، وكان من أبرز القادة الميدانيين الذين واصلوا نشاطاتهم في شمال القوقاز قبل وفاته في 24 يناير 2013.
في يوليو 2011، عيّن زعيم إمارة القوقاز دوكو عمروف حسين غاكاييف نائب له على القطاع الشرقي من الشيشان، وأميرًا لولاية نوخوشيشو، وهكذا حلّ ما يقرب من سنوات طويلة من النزاع والذي كان قد انتهى بسحب عدد من القادة الميدانيين بيعتهم لعمروف.
قُتل غاكاييف على يد قوات الأمن الروسية برفقة أخيه وتسعة آخرين في جبال فيدينو، الشيشان في 24 يناير 2013. ليُأكّد موقع مركز كافكاز المقرّب من إمارة القوقاز الإسلامية الخبر في بيان أصدره في 25 يناير 2013.

## السيرة الذاتية
ولد حسين في 8 يوليو 1970 في قرية كالينوفسكايا التي تقع في منطقة نور المجاورة لموزدوك في أوسيتيا الشمالية. شارك في الحرب الشيشانية الأولى من 1994-96، بما في ذلك القتال ضد الموالين لموسكو في الشيشان. قاتل أيضا ضمن وحدة القائد التاريخي  شامل باساييف. وذلك بعد اتفاق خسافيورت الذي أنهى شطر الصراع الأول من الحرب الشيشانية، شغل غاكاييف منصب نائب قائد لواء جند الله الإسلامية في الجبهة الشرقية من جمهورية الشيشان إشكيريا، وكان أيضا قد عُين أمير جماعة إلستانزهي المحلية ضمن قطاع فيدينو. أطلق حسين غاكاييف بعدها حملة عسكرية لا تزال إلى يومنا هذا بنفس قدراتها السابقة.
في 20 من أغسطس 2003، قتل غاكاييف إمام منطقة فيدينو «شيمان ماداغوف» بتهمة «التعاون والتآمر مع الدولة الروسية»، وقالت مجموعة من التقارير أن غاكاييف لعب دورا في غارة نزران لسنة 2004 بقيادة باساييف، وهو الهجوم الذي أسفر عن مقتل أكثر من ستين شخصا والاستلاء على مخزون أسلحة شرطة إنغوشيا بالكامل.كانت هذه النقطة بداية الاستلائات المتكررة على موارد القوات الروسية من خلال العديد من العمليات المماثلة في المنطقة.
من ربيع عام 2006 حتى مايو 2007 كان غاكاييف قائد عسكري في قطاع شالي، والذي عيّنه رئيس جمهورية الشيشان إشكيريا آنذاك عبد الحليم سعدلاييف بناءاً على طلب من باساييف، الذي كان آنذاك  أمير جيهة القوقاز الأمامية. عيّن غاكاييف في نفس الوقت وزيرا للشؤون الداخلية وذلك من مارس إلى أكتوبر 2007.
في الفترة من مايو 2007 إلى يونيو 2010، باث حسين نائب القائد العسكري للجبهة الجنوبية الشرقية، وفي أكتوبر 2007 عين قائدا عسكريا للجبهة الشرقية التي شكلت حديثا إمارة القوقاز الإسلامية. مسؤولا بذلك عن جبل شالي وسهولها، وقطاعا أرغون وأطاغينسكي، من يونيو 2010 إلى سبتمبر من نفس العام عين قائداً لولاية نوخوشيشو التابعة لإمارة القوقاز.
كانت مناطق فيدينو وجبل شالينكي ومناطق جمهورية الشيشان المنخفضة، وعلى وجه التحديد إلستنزهي، وأغيشتي، وإليستنزي وأغيشباتوي، المفضلة لشن حروب العصابات ضد الروس.

## الموت
وفقا لبيان صحفي من وزارة الشيشان الداخلية، في 17 يناير 2013 شُوهدت نشاطات مشبوهة لتنظيم القاعدة في وادي منطقة شاتوي. على مدى ستة أيام من عمليات التفتيش في المنطقة نفذتها الشرطة الروسية في 23 كانون الثاني / يناير فتح مجموعة من المسلحين النارعلى الشرطة بالقرب من إليستنوهي وهي القرية التي ولد فيها غاكاييف، أسفرت العملية عن مقتل اثنين وإصابة ستة من الشرطة. استمر القتال في اليوم التالي بين الجماعة والشرطة بشكل عنيف في غابات وجبال فيدانكي. وفقا للرئيس الشيشاني رمضان قديروف، أجريت محادثات لفترات طويلة مع المسلحين وتم نقلها على الإذاعة. لمحاولة إقناعهم بالاستسلام، رفض غاكاييف الإستسلام في حين تقدم بطلب الإفراج عن الشباب المسلحين من جماعته الذين لم يرتكبوا جرائم خطيرة. ادّعى قديروف أن «المسلحين كانوا أول من بدأ بإطلاق النار على القوات الروسية، وهو ما دفعهم لتدمير المجموعة».
أسفرت الاشتباكات عن مقتل أعضاء المجموعة وهم: خيسايين وغاكاييف، وعيسى فاكبوف، وأحمد لبزنوف، وعمر داداييف، وصديق أبازوف، ورسلان سليمانوف، وأبو ريق يوسفخادزهييف، وإبراهيم سايدهازنوف، وفاخا-مراد باكاييف، وأبو زيد دخابريلوف. أما توميفيتش فقد استسلم.